# Sodam
Sodam là một mandal thuộc huyện Chittoor, bang Andhra Pradesh.